# کل‌لو (گدابیگ)
کل‌لو (به لاتین: Kollu) یک منطقه مسکونی در جمهوری آذربایجان است که در شهرستان گدابیگ واقع شده است. کل‌لو ۲۸۱ نفر جمعیت دارد.